# Apol·loni i Filemó d'Arsinoe
Apol·loni d'Egipte va ser un anacoreta egipci. Mort màrtir, és venerat com a sant juntament amb Filemó, el guardià de la presó, a qui va convertir al cristianisme i que va morir màrtir amb ell.
El prefecte d'Egipte el va fer encarcerar a Arsinoe i allí va convertir el seu guardià Filemó. El prefecte els va fer tirar tots dos al mar, vers el 311.
La seva festivitat es commemora el 8 de març.

## Llegenda de Filemó
Una tradició diferent, potser inspirada per la llegenda de Genís de Roma o Ardalió d'Alexandria, conta que Filemó era un actor, músic i ballarí. Havia de representar una obra que ridiculitzava els cristians, fent el personatge del cristià d'Arsione anomenat Apol·loni. Durant la representació, Filemó va convertir-se i va anunciar que ja no era pagà, sinó que volia ésser cristià i batejat. El prefecte el va fer detenir i, amb Apol·loni, va ser mort.